# Contractura Muscular

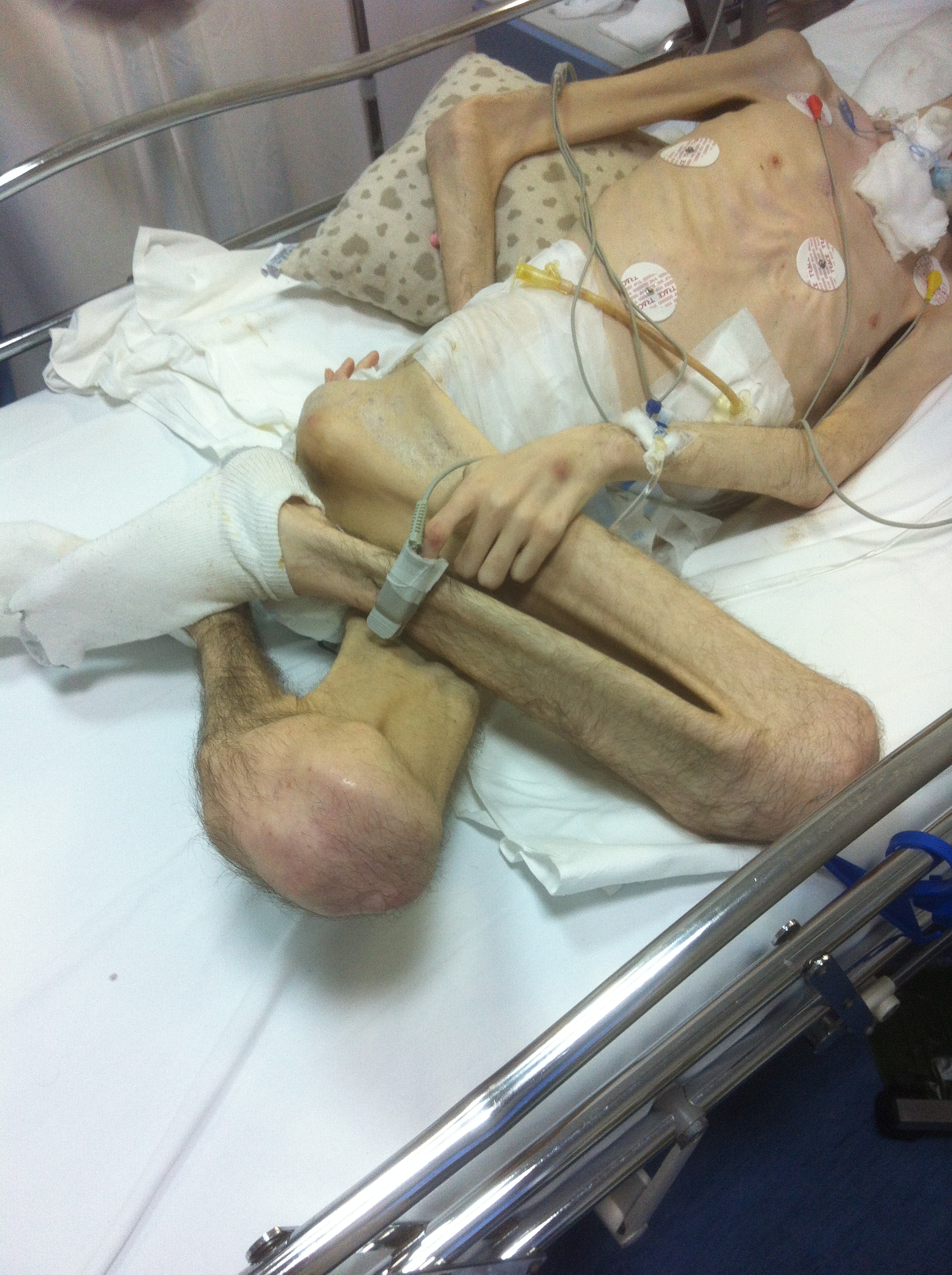
Contracturas musculares en estado neurológico terminal

Una contractura múscular puede ocurrir por varias causas, como parálisis, atrofia muscular, y formas de distrofia muscular. Fundamentalmente, el músculo y sus tendones se acortan, resultando en flexibilidad reducida.
Por ejemplo, en el caso de parálisis parcial (i.e. poliomyelitis) la pérdida de fuerza y control de músculo tiende para ser más grande en algunos músculos que en otros, dirigiendo a un imbalance entre los varios grupos de músculo alrededor de juntas concretas. Caso en punto: cuándo los músculos qué dorsiflex (flex el pie ascendente) es menos funcional que los músculos qué plantarflex (flex el pie descendente) una contractura ocurre, dando el pie un ángulo progresivamente descendente y pérdida de flexibilidad. Varias intervenciones pueden retrasar, parón, o incluso contracturas de músculo inverso, variando de terapia física a cirugía. Una causa común para habiendo el tobillo pierde su flexibilidad en esta manera es de habiendo hojas tucked en el pie de la cama cuándo durmiendo. El peso de las hojas mantiene los pies plantarflexed toda la noche. Corrigiendo este por no tucking las hojas en el pie de la cama, o por dormir con los pies que cuelgan de la cama cuando en la posición prono, es parte de corregir este imbalance.
Ocurre también debido al endurecimiento de los músculos, por ejemplo, si después de la fractura, cuando se realiza la inmovilización mediante la colocación de yeso, la longitud del músculo se acorta porque el músculo no se usa durante un período de tiempo prolongado.

## Tipos de contractura
Residual. Si se ha dado una lesión grave (ocasionada por esguinces, traumatismo, rotura de fibras o fracturas), el músculo tiende a protegerse contrayéndose, manteniéndose contracturado incluso después de subsanar la lesión principal. 
Durante el esfuerzo físico. Si el esfuerzo es elevado, ya sea por la
dureza o por la falta de entrenamiento, el organismo es incapaz de metabolizar
las sustancias activas (metabolitos) que provocan el movimiento, de manera que
se acumulan y provocan la lesión. 
Posterior al esfuerzo. Si el músculo se encuentra fatigado tras la realización del esfuerzo, en ocasiones tiene dificultades para volver a su estado natural.

## Causa

### Inmovilización
Las articulaciones generalmente se inmovilizan en una posición acortada, lo que produce cambios en el tejido conectivo de la articulación y en la longitud del músculo y el tendón asociado. La inmovilización prolongada facilita la proliferación de tejidos que incide en el espacio articular. Mantener una posición acortada durante un período prolongado de tiempo conduce a: formación de adherencias fibrosas, pérdida de sarcómeros y pérdida de la extensibilidad del tejido. 

### Espasticidad
Si no se trata la espasticidad, pueden producirse contracturas. La pérdida de la inhibición del tono muscular hace que un músculo se vuelva hiperactivo, lo que resulta en una contracción constante, lo que reduce el control individual del área afectada. La articulación permanecerá en un estado flexionado produciendo efectos similares a los enumerados en la inmovilización.

### Debilidad de músculo
Un desequilibrio muscular entre un músculo agonista y antagonista puede ocurrir debido a un trastorno neurológico, una lesión de la médula espinal y nuestro estilo de vida / hábitos posturales. Una disminución del tono muscular conduce a un desuso continuo y, finalmente, a una atrofia muscular. La contracción constante del músculo agonista con una resistencia mínima puede resultar en una contractura.

## Tratamiento

### Estiramiento pasivo
Normalmente realizado por fisioterapeutas, el estiramiento pasivo es una medida preventiva más beneficiosa y una herramienta para mantener el rango de movimiento (ROM) disponible en lugar de usarse como tratamiento. Es muy importante mover continuamente la extremidad en todo su rango a una velocidad específica, pero no se puede mantener un estiramiento pasivo durante el período de tiempo necesario para obtener un beneficio óptimo.
Una revisión Cochrane de 2017 encontró que el estiramiento no proporciona ningún alivio del dolor a corto plazo.

### Contrastes
Los contrastes frío/calor ayudan a la oxigenación y a relajar el músculo, aliviando y soltando la mayoría de las contracturas musculares.

### Férulas
Un dispositivo correctivo de contracturas (CCD) es una férula dinámica que proporciona un estiramiento continuo con una fuerza continua y funciona según los principios de la fluencia . Es la férula más ventajosa, pero se requiere más investigación. Las férulas se utilizan en tratamientos a largo plazo y deben retirarse para estirar el músculo antagonista y mantener el rango de movimiento (estiramiento pasivo).

### Estimulación eléctrica
La estimulación eléctrica mejora el rango de movimiento pasivo, pero solo temporalmente. Una vez que se retira el tratamiento, se reducen todos los beneficios. Puede desempeñar un papel fundamental en la prevención de la atrofia muscular.

### Cirugía
La cirugía es una solución para el acortamiento muscular, pero pueden surgir otras complicaciones. Después de la cirugía de alargamiento muscular, la producción de fuerza y el ROM generalmente se reducen debido al cambio en la ubicación del sarcómero entre la longitud máxima y mínima de un músculo. Puede volver a producirse el acortamiento del músculo alargado quirúrgicamente.